# 索爾茲伯里 (北卡羅來納州)
索爾茲伯里（Salisbury）是美國北卡羅來納州羅恩郡的一個城市，也是羅恩郡的郡治。據2010年美國人口普查，索爾茲伯里有人口33,663人，比2000年人口普查增加了27.8%。